# Dysdera kronebergi
Dysdera kronebergi este o specie de păianjeni din genul Dysdera, familia Dysderidae, descrisă de Peter Mikhailovitch Dunin în anul 1992. Conform Catalogue of Life specia Dysdera kronebergi nu are subspecii cunoscute.